# 9829 Murillo
9829 Murillo è un asteroide della fascia principale esterna. Scoperto nel 1973, presenta un'orbita caratterizzata da un semiasse maggiore pari a 3,9495210 au e da un'eccentricità di 0,1267123, inclinata di 2,64395° rispetto all'eclittica.
L'asteroide è dedicato al pittore spagnolo Bartolomé Esteban Murillo.
Fa parte della famiglia di asteroidi Schubart, all'interno del gruppo dinamico Hilda, che si trova in risonanza 2:3 col pianeta Giove.